# Miradouro dos Moinhos

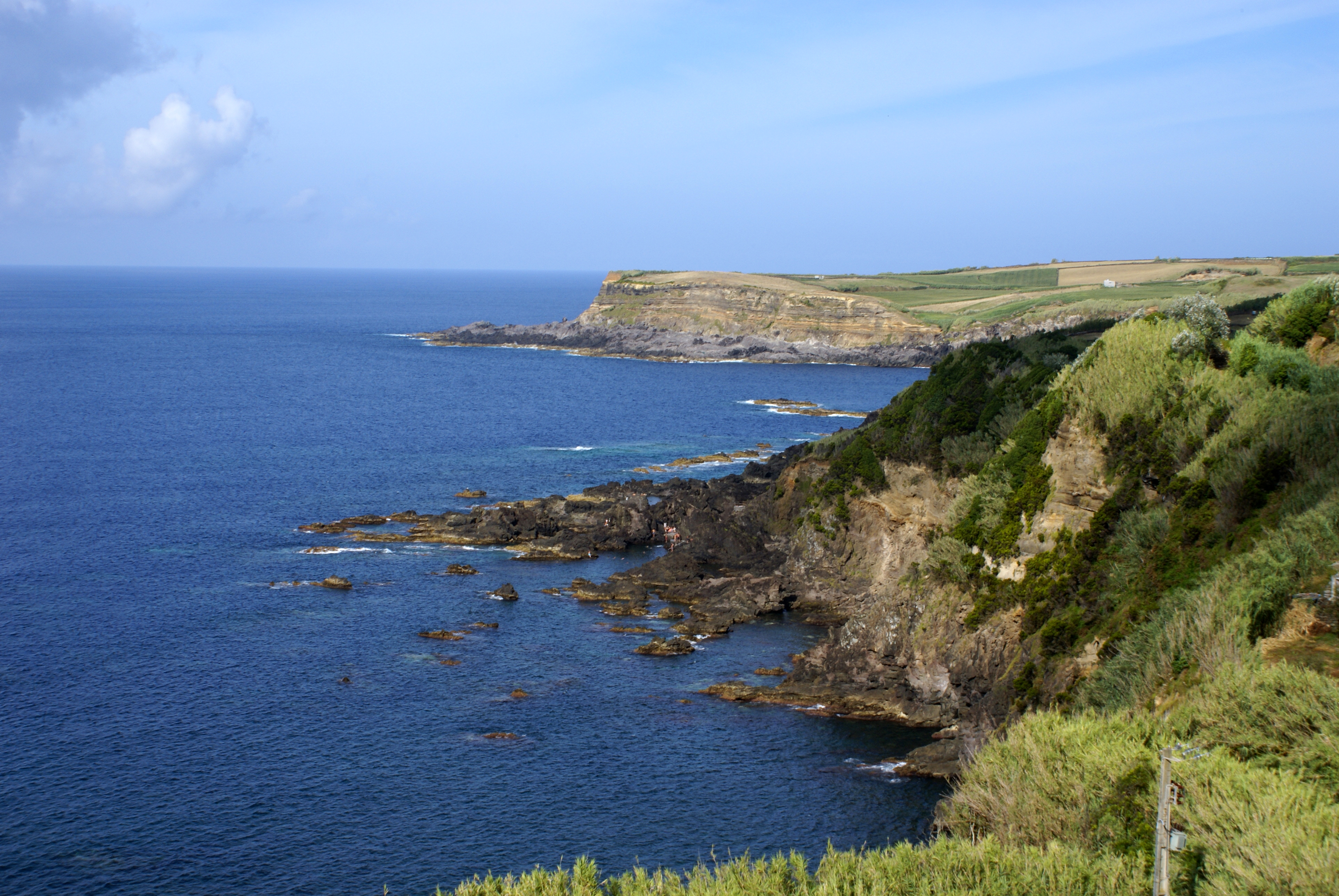
Costa norte da ilha Terceira, vista do Miradouro dos Moinhos.

O Miradouro dos Moinhos é um mirante localizado na freguesia açoriana das Quatro Ribeiras, concelho da Praia da Vitória, ilha Terceira, arquipélago dos Açores.
Este miradouro debruça-se da terra para o mar sobre a alta costa das Quatro Ribeiras oferecendo à vista agressivas falésias e arribas fustigadas pelo mar do Norte.
Este miradouro permite assim a observação de parte da zona especial de conservação localizada nas suas proximidades e em especial da grande complexidade geomorfológica dos campos de lavas costeiras antigos, vales de ribeiras, baías de fundos rochosos com formações basálticas de interesse e grutas semi-submersas. 